# Reserva natural nacional de La Désirade
La reserva natural nacional de La Désirade (en francés: Réserve naturelle nationale de La Désirade) es un área protegida en la isla La Désirade, una dependencia de Guadalupe, un departamento de Francia en el Mar Caribe. Establecido bajo el Decreto ministerial n.º 2011-853 de 19 de julio de 2011 por sus características geológicas especiales tiene una superficie de 62 hectáreas. La reserva representa el patrimonio geológico de la placa tectónica del Caribe, con un amplio espectro de formaciones rocosas que afloran la actividad volcánica y que son restos de las oscilaciones del nivel del mar, se trata además de uno de los treinta y tres sitios geológicos de Guadalupe.
Hay una gran población de pequeñas iguana antillanas (Iguana delicatissima) y cangrejos rojos en la reserva .
La reserva con un área designada oficialmente de 69 hectáreas se encuentra en la parte oriental de la isla de Désirade que cubre un área de 22 kilómetros cuadrados, y que está al este de la Grande-Terre (literalmente "Tierra Grande" ) en el archipiélago de Guadalupe.